# Route 38 (Islande)
Pour les articles homonymes, voir Route 38.
La Route 38 (Þjóðvegur 38) ou Þorlákshafnarvegur est une route islandaise reliant Hveragerði à Þorlákshöfn.

## Trajet
- Hveragerði - 
  -  -  vers Route 1
  -  -  vers Grindavík et Hafnarfjörður
  -  -  vers Eyrarbakki et Stokkseyri
- Þorlákshöfn
- - Phare de Þorlákshöfn